# Columbus Challenger
Il Columbus Challenger è un torneo professionistico di tennis giocato sul cemento indoor, che fa parte dell'ATP Challenger Tour.
Si gioca annualmente all'Ohio State Varsity Tennis Center di Columbus (Ohio) negli Stati Uniti dal 2015. Ne sono state disputate due edizioni nel 2016 e tre nel 2019. Nel 2021 si sono disputati per la prima volta i tornei femminili della categoria WTA 125.

## Albo d'oro

### Singolare maschile
| Anno     | Campione              | Finalista         | Punteggio           |
| -------- | --------------------- | ----------------- | ------------------- |
| 2024     | Naoki Nakagawa        | James Trotter     | 7–6(8), 5–7, 7–6(5) |
| 2023     | Denis Kudla           | Alexis Galarneau  | 6–2, 6–1            |
| 2022 II  | Jordan Thompson       | Emilio Gómez      | 7–6(6), 6–2         |
| 2022     | Yoshihito Nishioka    | Dominic Stricker  | 6–2, 6–4            |
| 2021     | Stefan Kozlov (2)     | Max Purcell       | 4–6, 6–2, 6–4       |
| 2020     | Jeffrey John Wolf (2) | Denis Istomin     | 6–4, 6–2            |
| 2019 III | Peter Polansky        | Jeffrey John Wolf | 6–3, 7–6(4)         |
| 2019 II  | Mikael Torpegaard (2) | Nam Ji-sung       | 6–1, 7–5            |
| 2019 I   | Jeffrey John Wolf (1) | Mikael Torpegaard | 6(4)–7, 6–3, 6–4    |
| 2018     | Michael Mmoh          | Jordan Thompson   | 6–3, 7–6(4)         |
| 2017     | Ante Pavić            | Alexander Ward    | 6(11)–7, 6–4, 6–3   |
| 2016 II  | Stefan Kozlov (1)     | Tennys Sandgren   | 6–1, 2–6, 6–2       |
| 2016 I   | Mikael Torpegaard (1) | Benjamin Becker   | 6–4, 1–6, 6–2       |
| 2015     | Dennis Novikov        | Ryan Harrison     | 6–3, 3–6, 6–3       |

### Doppio maschile
| Anno     | Campione                            | Finalista                         | Punteggio              |
| -------- | ----------------------------------- | --------------------------------- | ---------------------- |
| 2024     | Hans Hach Verdugo James Trotter (2) | Christian Harrison Ethan Quinn    | 6–4, 6(6)–7, [11–9]    |
| 2023     | Robert Cash James Trotter (1)       | Guido Andreozzi Hans Hach Verdugo | 6–4, 2–6, [10–7]       |
| 2022 II  | Julian Cash Henry Patten            | Charles Broom Constantin Frantzen | 6–2, 7–5               |
| 2022     | Tennys Sandgren Mikael Torpegaard   | Luca Margaroli Yasutaka Uchiyama  | 5–7, 6–4, [10–5]       |
| 2021     | Stefan Kozlov Peter Polansky (2)    | Andrew Lutschaunig James Trotter  | 7–5, 7–6(5)            |
| 2020     | Treat Conrad Huey Nathaniel Lammons | Lloyd Glasspool Alex Lawson       | 7–6(3), 7–6(4)         |
| 2019 III | Martin Redlicki Jackson Withrow (2) | Nathan Pasha Max Schnur           | 6–4, 7–6(4)            |
| 2019 II  | Roberto Maytín Jackson Withrow (1)  | Hans Hach Verdugo Donald Young    | 6(4)–7, 7–6(2), [10–5] |
| 2019 I   | Maxime Cressy Bernardo Saraiva      | Robert Galloway Nathaniel Lammons | 7–5, 7–6(3)            |
| 2018     | Tommy Paul Peter Polansky (1)       | Gonzalo Escobar Roberto Quiroz    | 6–3, 6–3               |
| 2017     | Dominik Köpfer Denis Kudla          | Luke Bambridge David O'Hare       | 7–6(6), 7–6(3)         |
| 2016 II  | David O'Hare Joe Salisbury          | Luke Bambridge Cameron Norrie     | 6–3, 6–4               |
| 2016 I   | Miķelis Lībietis Dennis Novikov     | Philip Bester Peter Polansky      | 7–5, 7–6(4)            |
| 2015     | Chase Buchanan Blaž Rola            | Mitchell Krueger Eric Quigley     | 6–4, 4–6, [19–17]      |

### Singolare femminile
| Anno | Categoria | Campionessa         | Finalista  | Punteggio   |
| ---- | --------- | ------------------- | ---------- | ----------- |
| 2021 | WTA 125   | Nuria Párrizas Díaz | Wang Xinyu | 7–6(2), 6–3 |

### Doppio femminile
| Anno | Categoria | Campionesse             | Finaliste                            | Punteggio |
| ---- | --------- | ----------------------- | ------------------------------------ | --------- |
| 2021 | WTA 125   | Wang Xinyu Zheng Saisai | Dalila Jakupovič Nuria Párrizas Díaz | 6–1, 6–1  |